# 빈 학파

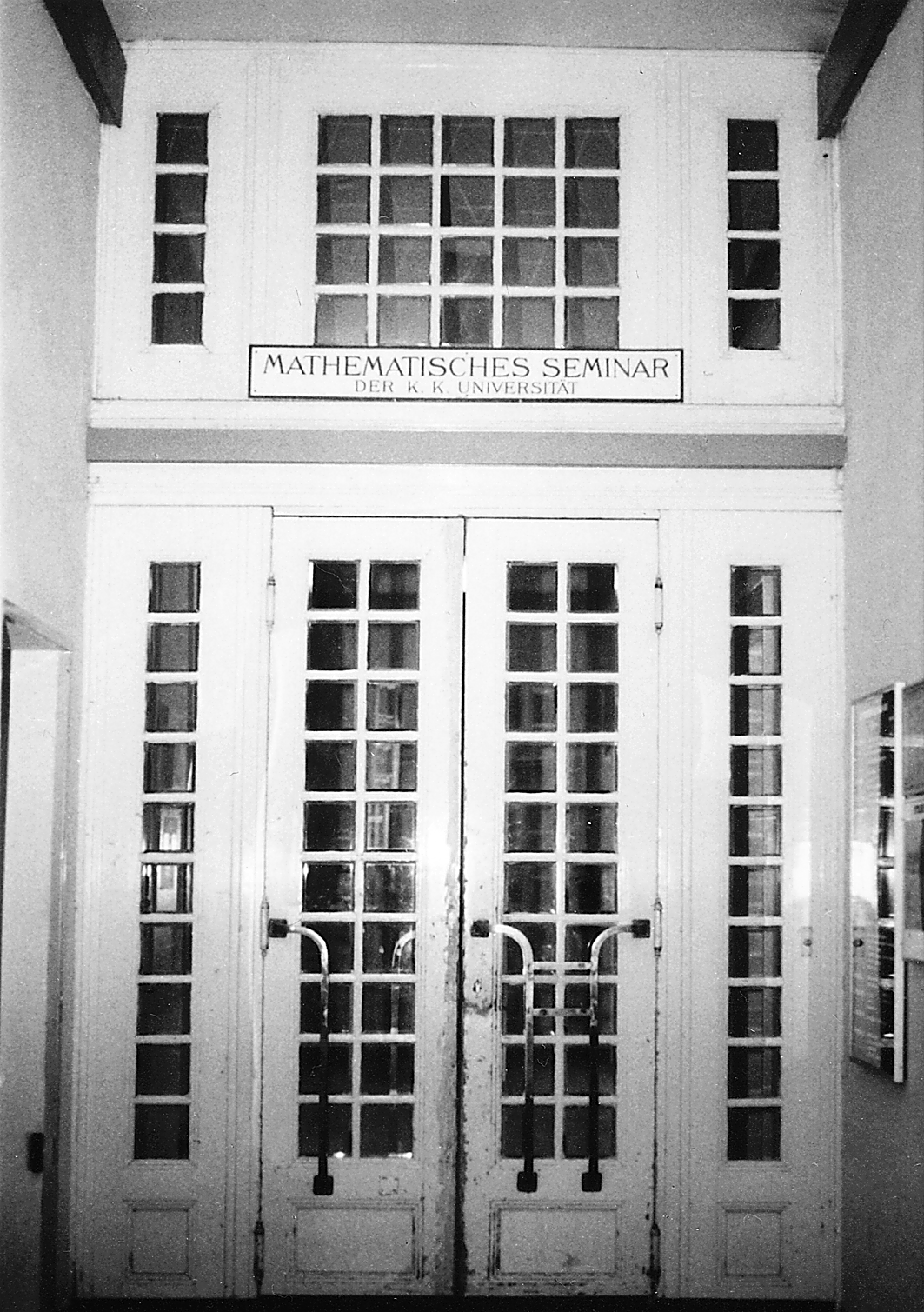
빈 학파의 모임 장소이던, 빈 대학교의 Mathematical Seminar 입구.

논리 실증주의의 빈 학파 또는 비엔나 서클(독일어: Wiener Kreis, 영어: Vienna Circle)은 모리츠 슐리크가 주도하여 1924년부터 1936년까지 빈 대학교에서 정기적으로 만난 자연과학, 사회과학, 논리학, 수학 분야의 철학자와 과학자의 모임이다. 모임의 일원 중에는 모리츠 슐리크, 한스 한, 오토 노이라트, 루돌프 카르나프, 쿠르트 괴델 등이 있었다. 여기에 알프레트 타르스키, 한스 라이헨바흐, 윌러드 밴 오먼 콰인, A. J. 에이어, 프랭크 램지 등이 자주 모임을 방문하였다. 루트비히 비트겐슈타인과 카를 포퍼는 빈 학파와 밀접한 관계를 유지하였으나, 슐리크의 모임에는 참석하지 않았다.
빈 학파의 철학적 입장은 논리 실증주의로 불린다. 이는 에른스트 마흐, 다비트 힐베르트, 프랑스 컨벤셔널리즘, 고틀로프 프레게, 버트런드 러셀, 루트비히 비트겐슈타인, 알베르트 아인슈타인의 영향을 받은 것이다. 빈 학파는 다원주의자였으며, 계몽주의의 사상에 충실하였다. 이들의 목표는 난해한 언어로 되어 있던 철학을 현대적 논리학의 도움으로 과학적으로 만드는 것이었다. 모임의 주요 주제는 자연과학과 사회과학, 논리학과 수학, 현대적 논리학에 의한 경험론의 현대화, 의미에 대한 경험론적인 기준을 위한 연구, 형이상학에 대한 비판, 통일과학(unity of science) 안에서의 과학의 통일이었다. 
빈 학파는 다양한 서적 출판과 쾨니히스베르크, 프라하, 파리, 코펜하겐, 영국 케임브리지, 미국 케임브리지에서의 국제 콘퍼런스 개최로 대중에 모습을 드러냈다. 대중적인 활동은 에른스트 마흐 학회라는 이름으로 하였는데, 빈 학파의 일원은 에른스트 마흐 학회를 통하여 빈에서 국가적 교육을 위한 프로그램의 맥락에서 그들의 사상이 대중화되는 것을 추구하였다. 
오스트로파시즘(Austrofascism) 시대 동안과, 나치 독일에 의한 오스트리아 병합 이후에 대부분의 일원이 해외로 망명하는 수 밖에 없게 되었다. 1936년 슐리크가 과거 제자에 의해 살해당한 후 오스트리아에서의 빈 학파는 종말을 맞이하였다.

## 같이 보기
- 논리주의